# Keisha Buchanan
Keisha Kerreece Fayeanne Buchanan, född 30 september 1984 i London, England, är en brittisk sångerska, musiker och låtskrivare i var tidigare medlem i Sugababes. Buchanan har jamaicanskt ursprung.
Vid 8 års ålder flyttade hon och hennes familj till Kingsbury i London. Hon hamnade då i samma klass som Mutya Buena. De hade gjort musik sedan 11 års ålder och bildade 1998 den brittiska tjejgruppen Sugababes tillsammans med Siobhán Donaghy (som 2001 ersattes av Heidi Range). År 2009 slutade Keisha i Sugababes och ersattes av Jade Ewen.

## Diskografi (urval)

### Med Sugababes
Studioalbum
- 2000 – One Touch
- 2002 – Angels with Dirty Faces
- 2003 – Three
- 2005 – Taller in More Ways
- 2007 – Change
- 2008 – Catfights and Spotlights

Singlar (#1 på UK Singles Chart)
- 2002 – "Freak like Me"
- 2002 – "Round Round"
- 2003 – "Hole in the Head"
- 2005 – "Push the Button"
- 2007 – "Walk This Way" (med Girls Aloud)

Med Sugababes som bidragande artister
- 2004 – "Do They Know It's Christmas?" (med Band Aid 20)

### Med Mutya Keisha Siobhan
Singlar
- 2013 – "Flatline"